# Prudent Joye
Pour les articles homonymes, voir Joye.

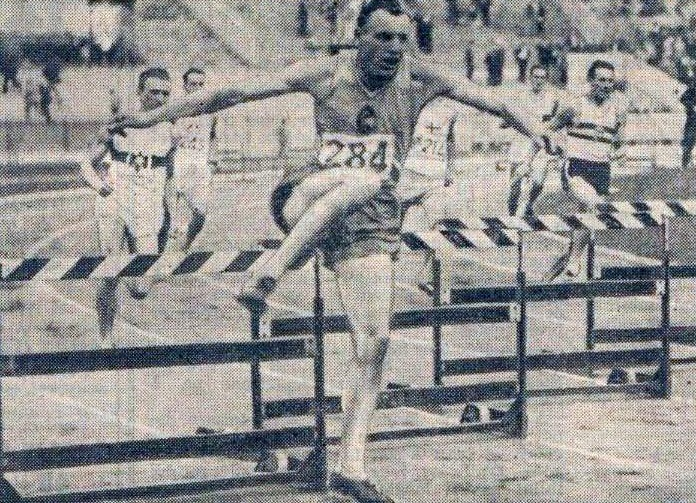
Prudent Joye, champion d'Europe du 400 mètres haies en 1938 à Colombes.

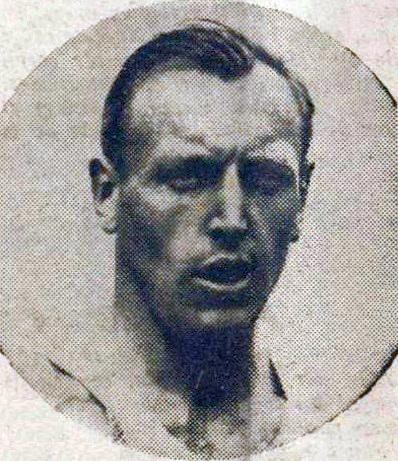
Prudent Joye en 1941.

Prudent Joye (né le 15 décembre 1913 à Roubaix et mort le 1er novembre 1980 à Orléans) est un athlète français, spécialiste du 400 mètres haies. Il est champion d'Europe en 1938, multiple champion de France, et ancien détenteur du record de France.

## Biographie
Il participe aux Jeux olympiques de 1936, à Berlin, où il s'incline dès les séries du 400 m haies et du relais 4 × 400 m,.
En 1938, il remporte la médaille d'or du 400 m haies lors des championnats d'Europe de Paris, devant le Hongrois József Kovács et le Suédois Kell Areskoug. 
Il remporte sept titres de champion de France : six sur 400 m haies en 1936, 1937, 1938, 1939, 1941 et 1943, et un sur 400 m en 1941. Il améliore à deux reprises le record de France du 400 m haies, le portant à 53 s 4 en 1936 et 53 s 0 en 1938. il compte 14 sélections nationales A, de 1934 à 1945.
De 1,80 m pour 78 kg, il est licencié au RC Roubaix de 1932 à 1934, au CA Français Paris de 1935 à 1941, puis au FC Sochaux de 1942 à 1943, et de nouveau à Roubaix de 1944 à 1945.

## Palmarès

### International
| Date | Compétition           | Lieu  | Résultat | Épreuve     | Performance |
| ---- | --------------------- | ----- | -------- | ----------- | ----------- |
| 1938 | Championnats d'Europe | Paris | 1er      | 400 m haies | 53 s 1      |
| 1938 | Championnats d'Europe | Paris | 4e       | 4 x 400 m   |             |

### National
- Championnats de France d'athlétisme :
  - vainqueur du 400 m haies en 1936, 1937, 1938, 1939, 1941 et 1943
  - vainqueur du 400 m en 1941

## Liens externes

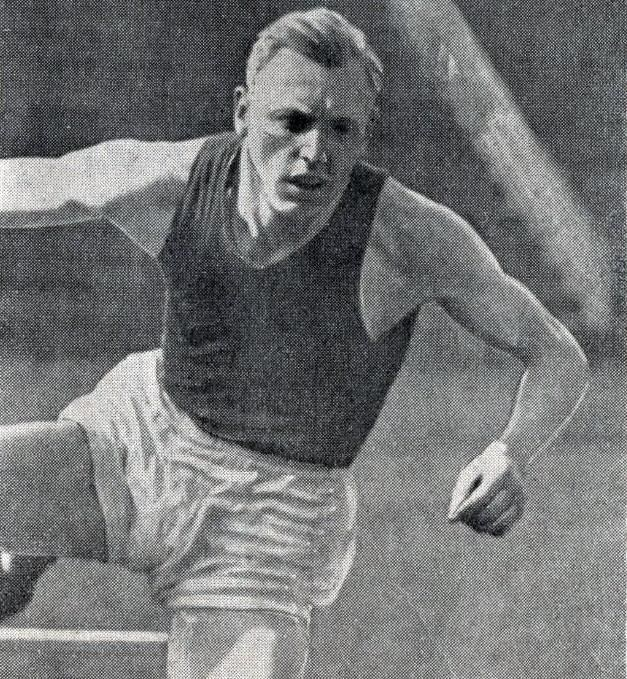
Prudent Joye en 1938.

## Records
| Épreuve     | Performance | Lieu | Date |
| ----------- | ----------- | ---- | ---- |
| 400 m haies | 53 s 0      |      | 1938 |